# Hockey op de Olympische Zomerspelen 1932
Hockey is een van de sporten die beoefend werden tijdens de Olympische Zomerspelen 1932 in Los Angeles.
Er namen drie herenteams deel aan dit toernooi.
De opzet van het hockeytoernooi was een halve competitie.

## Heren

### Uitslagen
| datum       | land             | uitslag | land        |
| ----------- | ---------------- | ------- | ----------- |
| 4 augustus  | Brits-Indië      | 11 – 1  | Japan       |
| 8 augustus  | Verenigde Staten | 2 – 9   | Japan       |
| 11 augustus | Verenigde Staten | 1 – 24  | Brits-Indië |

| Rang | Land             | Wed | W | G | V | DV | DT |     | Ptn |
| ---- | ---------------- | --- | - | - | - | -- | -- | --- | --- |
| 1    | Brits-Indië      | 2   | 2 | 0 | 0 | 35 | 2  | 33  | 4   |
| 2    | Japan            | 2   | 1 | 0 | 1 | 10 | 13 | -3  | 2   |
| 3    | Verenigde Staten | 2   | 0 | 0 | 2 | 3  | 33 | -30 | 0   |

### Eindrangschikking
| rang   | land | sporter(s) |
| ------ | ---- | --- |
| Goud   | IND  | Richard Allen, Dhyan Chand, Leslie Hammond, Broome Pinniger, Muhammad Aslam, Lal Bokhari, Frank Brewin, Richard Carr, Arthur Charles Hind, Sayed Jaffar, Masud Minhas, Gurmit Singh Kullar, Roop Singh, William Sullivan, Carlyle Tapsell |
| Zilver | JPN  | Shumkichi Hamada, Akio Sohda, Sadayoshi Kobayashi, Haruhiko Kon, Katsumi Shibata, Yoshio Sakai, Eiichi Nakamura, Kenichi Konishi, Hiroshi Nagata, Toshio Usami, Junzo Inohara, Masuyuki Asakawa                                           |
| Brons  | USA  | Harold Brewster, Samuel Ewing, Leonard O’Brien, Henry Greer, James Gentle, Horace Disston, Lawrence Knapp, David McMullin, Charles Shaeffer, Amos Deacon, William Boddington, Frederick Wolters                                           |

Londen 1908 · 
Antwerpen 1920 · 
Amsterdam 1928 · 
Los Angeles 1932 · 
Berlijn 1936 · 
Londen 1948 · 
Helsinki 1952 · 
Melbourne 1956 · 
Rome 1960 · 
Tokio 1964 · 
Mexico-stad 1968 · 
München 1972 · 
Montréal 1976 · 
Moskou 1980 · 
Los Angeles 1984 · 
Seoel 1988 · 
Barcelona 1992 · 
Atlanta 1996 · 
Sydney 2000 · 
Athene 2004 · 
Peking 2008 · 
Londen 2012 · 
Rio de Janeiro 2016 · 
Tokio 2020 · 
Parijs 2024 · 
Los Angeles 2028 
Medaillewinnaars
American Football (demonstratie) · Atletiek · Boksen · Gewichtheffen · Hockey · Lacrosse (demonstratie) · Kunstwedstrijden · Moderne vijfkamp · Paardensport · Roeien · Schermen · Schietsport · Schoonspringen · Turnen · Waterpolo · Wielersport · Worstelen · Zeilen · Zwemmen